# Пиетро Филипо Скарлати
Пиетро Филипо Скарлати (на италиански: Pietro Filippo Scarlatti, 5 януари 1679 – 22 февруари 1750) е италиански композитор, органист и хормайстор.

## Биография
Роден в Рим, най-възрастният син на композитора Алесандро Скарлати (и брат на Доменико Скарлати).
Започва своята музикална кариера през 1705 г. като хормайстор в катедралата в Урбино. През 1708 г. баща му го завежда в Неапол и там става придворен органист. През 1728 г. в Театро Сан Бартоломео в Неапол се състои премиерата на единствената му опера Clitarco (партитурата е изгубена). Другите му основни творби включват 3 кантати и многобройни клавирни токати.
Умира в Неапол през 1750 г.